# شرح فصوص الحکم
شرح فصوص الحکم کتابی از محمد داود قیصری است که در سال ۱۳۷۶ منتشر و در مراسم کتاب سال جمهوری اسلامی ایران به‌عنوان کتاب برگزیده معرفی شد.